# Municipio de Santiago Ixtayutla
El municipio de Santiago Ixtayutla es uno de los 570 municipios del estado mexicano de Oaxaca. Su cabecera es la localidad de Santiago Ixtayutla.

## Geografía
El municipio de Santiago Ixtayutla colinda al norte con los municipios de La Reforma, Santa Cruz Itundujia y Santiago Amoltepec; al este con el municipio de Santa Cruz Zenzontepec; al sur con los municipios de Santiago Tetepec y San Agustín Chayuco; y al oeste con el municipio de San Juan Colorado.

## Localidades
El municipio de Santiago Ixtayutla cuenta con 33 localidades.
| Localidad          | Población (2020) |
| ------------------ | ---------------- |
| Santiago Ixtayutla | 2268             |
| La Humedad         | 1592             |
| Xiniyuba           | 1268             |

## Gobierno
El municipio de Santiago Ixtayutla se rige mediante el sistema de usos y costumbres.
| Presidente municipal        | Periodo   |
| --------------------------- | --------- |
| Rigoberto Merino Ruíz       | 1996-1997 |
| Nicolás Ramírez Roque       | 1997-1998 |
| Francisco Caballero Vázquez | 1999-2001 |
| Guadalupe Ramírez           | 2002-2004 |
| Francisco Maldonado Quiroz  | 2005-2007 |
| Julián Ramírez Velasco      | 2008-2010 |
| Juan Alavez                 | 2011-2013 |
| Francisco Maldonado Quiroz  | 2013-2016 |
| Miguel Cruz Quiroz          | 2017-2019 |
| Gerardo García Velasco      | 2020-2022 |
| Antonio Merino Quiroz       | 2023-2025 |